# لویسسوو
لویسسوو (به آلمانی: Leussow) یک شهر در آلمان است که در لودویگسلوست-پارشیم واقع شده‌است. لویسسوو ۳۰۰ نفر جمعیت دارد.